# Iglesia franciscana y monasterio (Dubrovnik)
La iglesia y monasterio franciscanos es un gran complejo perteneciente a la Orden de los frailes menores. Se compone de un monasterio, una iglesia, una biblioteca y una farmacia. Está situado en la Placa, la calle principal de Dubrovnik, Croacia. 
El primer monasterio fue construido en el siglo XIII fuera de las murallas. En 1317 fue construido un nuevo monasterio dentro de las murallas y cerca de la Puerta de Pile, pero su construcción tardó siglos. Partes del complejo fueron reconstruidas varias veces. 
La iglesia fue destruida por el terremoto de 1667 . Entre las pérdidas estaba una estatua de Pietro di Martino da Milano.  El único elemento que queda es el portal decorado con vistas al comienzo de la Placa, la calle principal de Dubrovnik.  Fue esculpido en 1498 en estilo gótico por el taller de los hermanos Leonard y Petar Petroviċ.  La Pietà casi de tamaño natural en la luneta central, decorada con hojas extravagantes, está flanqueada por las figuras de San Jerónimo (sosteniendo un modelo de la iglesia anterior al terremoto) y San Juan Bautista.  En la parte superior de la luneta se encuentra la figura del Padre Creador. El interior de la iglesia fue reconstruido en estilo barroco con una sola nave.  El púlpito de mármol sobrevivió al terremoto de 1667.  El altar mayor con la estatua del Cristo resucitado entre cuatro torcidas columnas de mármol fue creado por la escultora Celia de Ancona en 1713.  Los cinco altares laterales fueron esculpidos por el veneciano Giuseppe Sardi entre 1684 y 1696.  Las decoraciones en el altar de San Francisco fueron pintadas en 1888 por el pintor Celestin Medovic . El poeta Ivan Gundulić está enterrado en esta iglesia. 
El monasterio fue construido en 1360 en estilo románico tardío por el maestro Mihoje Brajkov de Bar.  El monasterio contiene dos claustros. El claustro superior fue construido en estilo renacentista, con arcos y bóvedas semicirculares.  El claustro inferior fue construido en estilo románico-gótico con arcos, 120 columnas y 12 pesadas pilastras y un paseo marítimo.  Los capiteles de la columnata de las hexáforas dobles y ornamentadas son diferentes y muestran varias figuras geométricas, vegetales, humanas y animales. 
La biblioteca (construida en el siglo XVII) contiene más de 20,000 libros, entre ellos 1200 valiosos manuscritos antiguos, 137 incunables , siete libros con corales de iglesias antiguas y el inventario de la antigua Farmacia de los Frailes Menores de 1317.  La biblioteca del museo también contiene una exposición de objetos litúrgicos, que incluyen una cruz de plata dorada del siglo XV y un incensario de plata, un crucifijo de Jerusalén del siglo XVIII y algunas pinturas de antiguos maestros, como el "Ecce Homo" de Francesco Raibolini, también conocido como Francesco Francia (siglo XV) y una reliquia de Santa Úrsula del siglo XIV. 
La farmacia data de 1317 y es la tercera farmacia más antigua y en funcionamiento del mundo. 

La biblioteca y el campanario fueron dañados durante la guerra de 1991. 

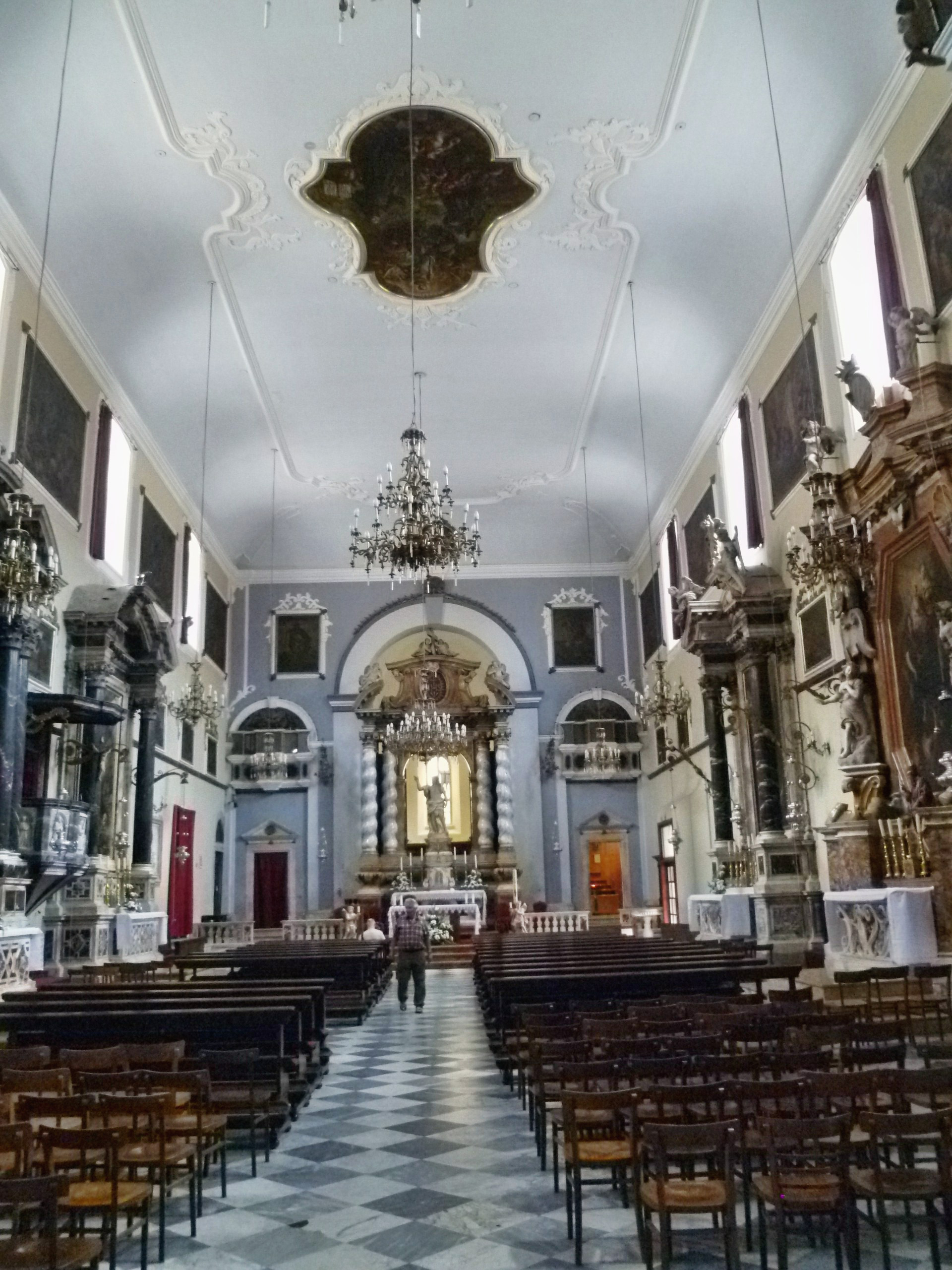
Interior de la iglesia franciscana.
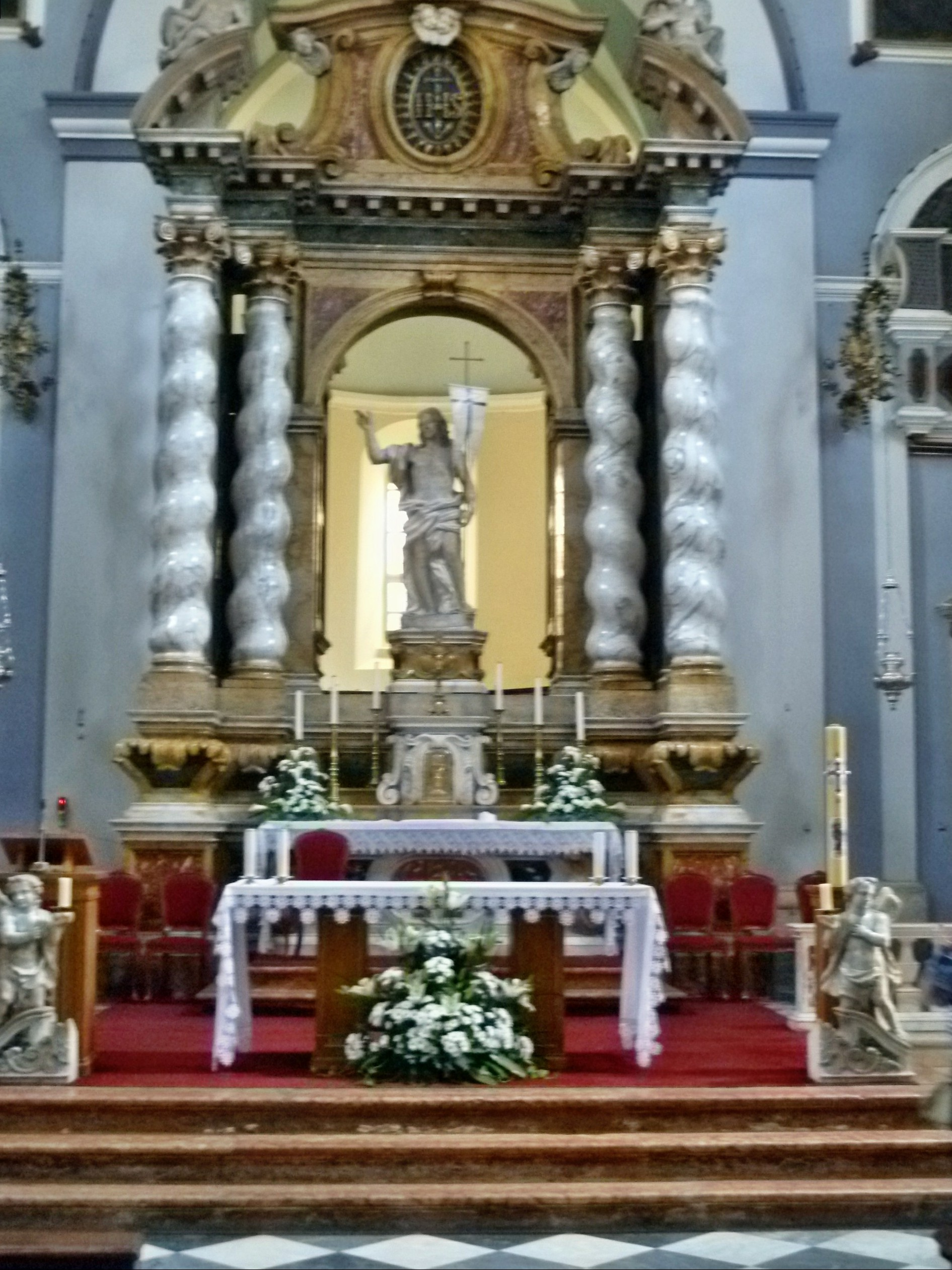
Altar mayor
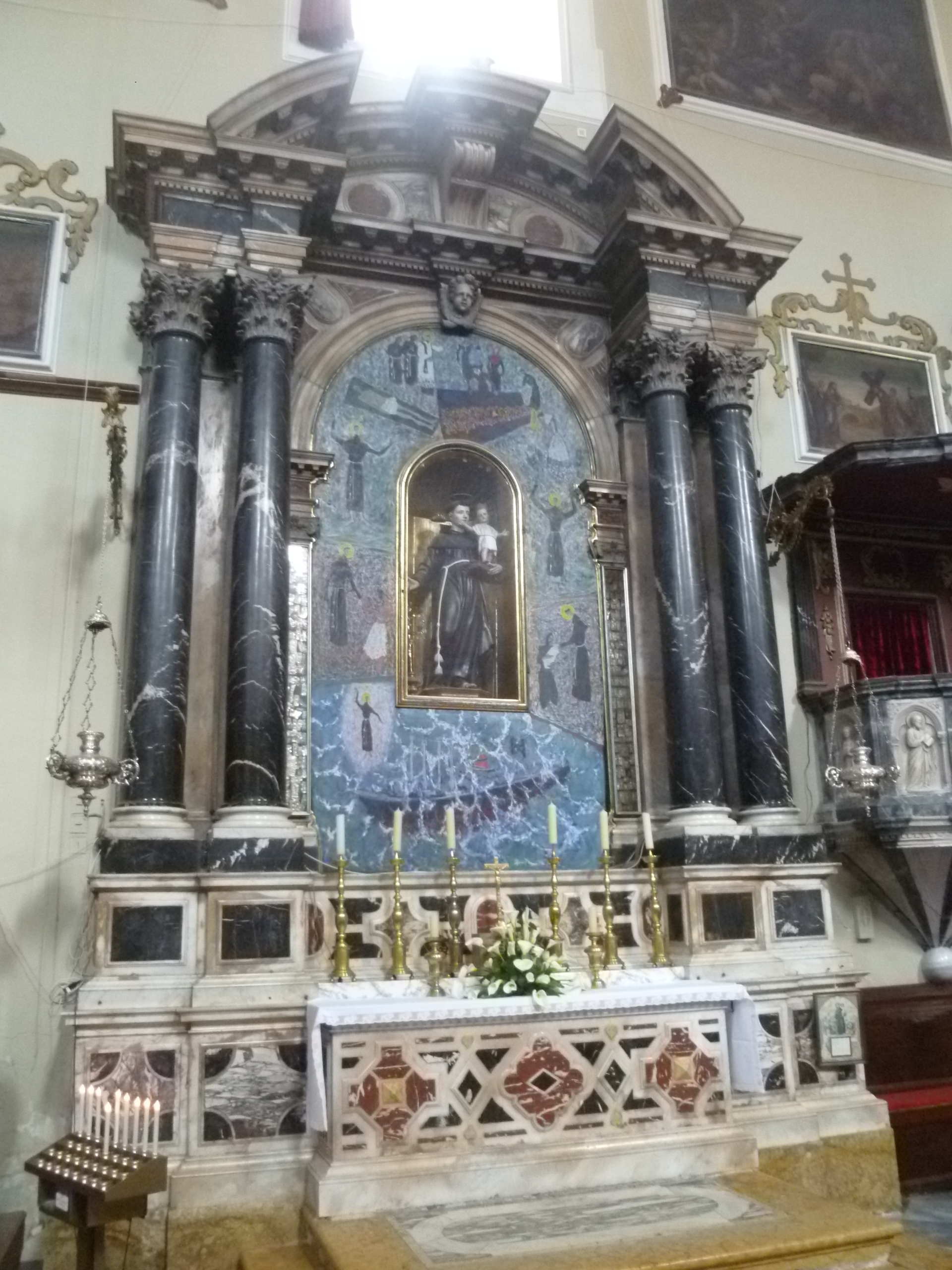
Altar de san Francisco
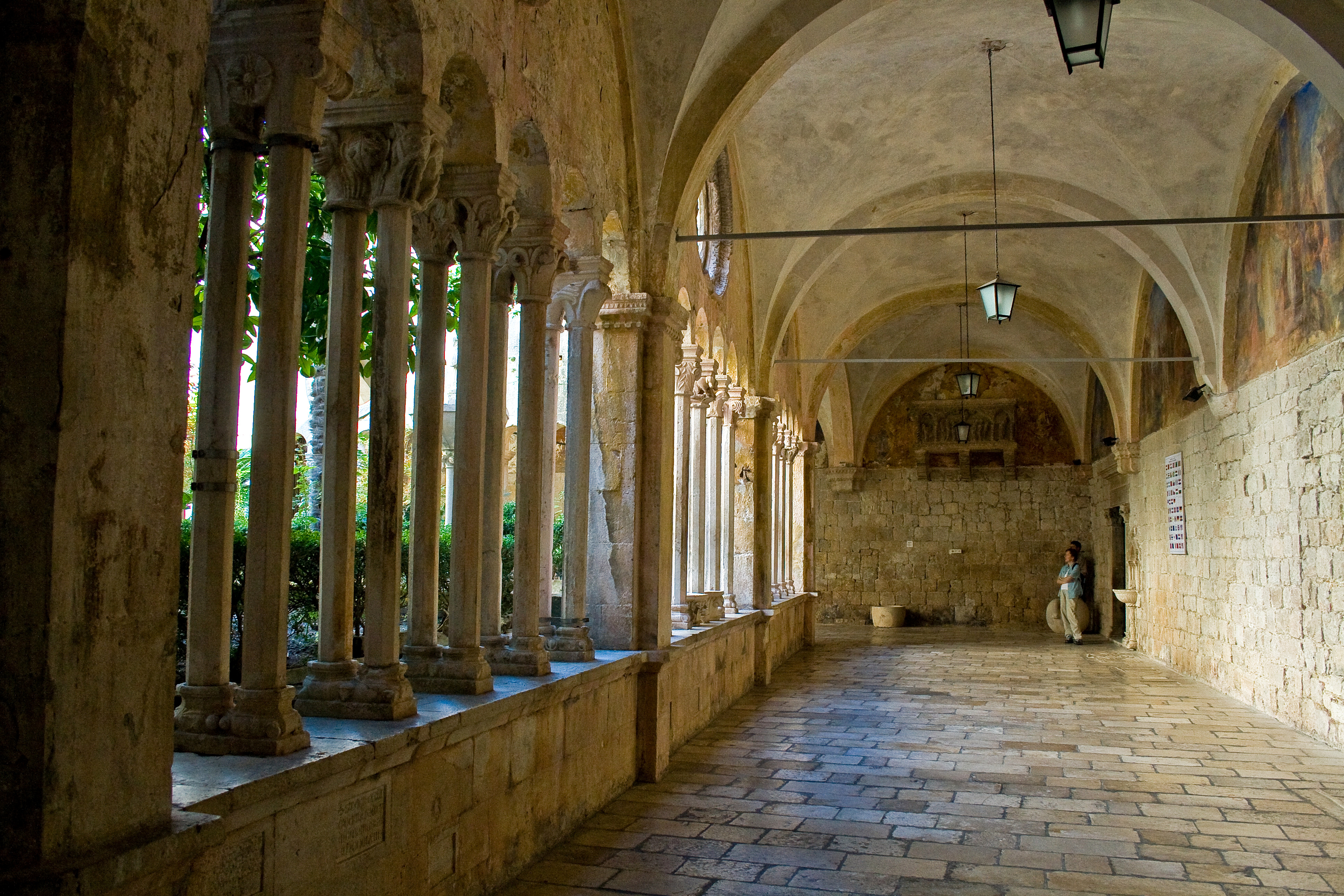
Columnata del claustro